# Шмидт, Мартин (футбольный тренер)
Мартин Шмидт (нем. Martin Schmidt; род. 12 апреля 1967, Натер, Вале) — швейцарский футбольный тренер. Работал с клубами немецкой Бундеслиги «Майнц 05», «Вольфсбург» и «Аугсбург». С декабря 2020 года занимает должность спортивного директора в клубе «Майнц 05».

## Биография
Шмидт родился и вырос в швейцарском городе Натер в кантоне Вале. С 1976 года он играл в футбол за местный футбольный клуб, с которым во взрослые годы выступал на уровне любительских региональных лиг Швейцарии, один сезон провёл во второй лиге. С 1998 по 2001 год выступал за футбольный клуб «Рарон», базирующийся неподалёку от Натера и также игравший на любительском уровне. Шмидт был очень травматичным игроком, за игровую карьеру он получил семь разных травм крестообразных связок колена. Параллельно с игрой в футбол работал автомехаником около десяти лет, также являлся владельцем текстильной компании.
В «Рароне» после завершения игровой карьеры Шмидт перешёл на тренерскую работу. В течение двух лет, с 2001 по 2003 год, он был ассистентом главного тренера. В 2003 года уже самостоятельно тренировал клуб. В 2008 году Шмидт перешёл на работу в «Тун», где два года работал с молодёжной командой.
В 2010 году Шмидт переехал в Германию, став главным тренером второй команды клуба «Майнц 05». Его команда играла в региональных лигах Германии, а в 2014 году впервые в своей истории вышла в профессиональную Третью лигу. 17 февраля 2015 года Шмидт возглавил первую команду «Майнца», игравшую в Бундеслиге. Предыдущий тренер Каспер Юльманн был уволен после серии из 13 матчей, в которых команда одержала лишь одну победу. Спортивный директор «Майнца» Кристиан Хайдель, представляя Шмидта, отметил, что тот обладает «тактической дисциплиной, агрессией, страстью, бойцовским духом, готовностью развивать команду и придать ей импульс, которого недоставало в последние несколько месяцев». 21 апреля 2015 года Шмидт продлил контракт с «Майнцем» на три года. В сезоне 2015/16 он занял с клубом шестое место в Бундеслиге, благодаря чему клуб впервые попал в группой этап Лиги Европы УЕФА. Однако следующий сезон команда провалила, заняв лишь 15-е место в чемпионате. 22 мая 2017 года руководство клуба решило досрочно отправить Шмидта в отставку.
18 сентября 2017 года Шмидт был назначен главным тренером «Вольсфбурга», неудачно начавшего сезон. Существенно улучшить ситуацию новый тренер не сумел и 19 февраля 2018 года, проработав всего пять месяцев, ушёл в отставку. 9 апреля 2019 года Шмидт возглавил «Аугсбург» и сохранил для клуба место в Бундеслиге. В следующем сезоне клуб вновь вёл борьбу за сохранение места в Бундеслиге. 9 марта 2020 года Шмидт был уволен, когда его команда находилась в пяти очках от зоны вылета и проиграла семь из последних девяти матчей.
28 декабря 2020 года Шмидт вернулся в «Майнц 05», заняв должность спортивного директора клуба.